# Astroblèpids
La família dels astroblèpids (Astroblepidae) és constituïda per peixos actinopterigis d'aigua dolça de l'ordre dels siluriformes.

## Morfologia
- Longitud màxima: 30 cm aproximadament.
- Intestí relativement curt.
- Nombre de vèrtebres: 34 (17 + 17).[2]

## Alimentació
Les seues espècies s'alimenten d'invertebrats (erugues i anèl·lids, entre d'altres).

## Distribució geogràfica
Es troba als Andes i Panamà.

## Gèneres
- Astroblepus (Humboldt, 1805)[5][6][7][8][9][10][11][12]